# Xa lộ Liên tiểu bang 24
Xa lộ Liên tiểu bang 24 (tiếng Anh: Interstate 24 hay viết tắt là I-24) là một xa lộ liên tiểu bang tại Trung Tây và Đông Nam Hoa Kỳ. Nó chạy theo đường xéo từ Xa lộ Liên tiểu bang 57 (10 dặm về phía nam thành phố Marion, Illinois) đến Chattanooga, Tennessee ở Xa lộ Liên tiểu bang 75.
I-24 tạo phần lớn một hành lang đông xe cộ giữa thành phố St. Louis, Missouri và thành phố Atlanta, Georgia. Hành lang xa lộ này dùng Xa lộ Liên tiểu bang 64 và Xa lộ Liên tiểu bang 57 ở phía tây của I-24, và Xa lộ Liên tiểu bang 75 ở phía đông của I-24.

## Mô tả xa lộ
|           | dặm    | km     |
| --------- | ------ | ------ |
| IL        | 38,73  | 62,33  |
| KY        | 93,37  | 150,26 |
| TN        | 180,16 | 289,94 |
| GA        | 4,10   | 6,60   |
| Tổng cộng | 316,36 | 509,13 |

### Illinois
Trong tiểu bang Illinois, Xa lộ Liên tiểu bang 24 là một xa lộ cao tốc hẻo lánh có bốn làn xe. Nó đi qua vùng nông thôn đồi núi thuộc miền nam tiểu bang Illinois và Rừng Quốc gia Shawnee. Chỉ có 5 lối ra chính; trong số đó có bốn lối ra có các dịch vụ như trạm xăng, nhà vệ sinh. Xa lộ Liên tiểu bang 24 băng vào tiểu bang Kentucky bằng Cầu Xa lộ Liên tiểu bang 24 từ Metropolis, Illinois đến Paducah, Kentucky.

### Kentucky
Trong tiểu bang Kentucky, Xa lộ Liên tiểu bang 24 chạy từ Paducah đến ranh giới tiểu bang Tennessee ngay ở phía tây bắc thành phố Clarksville. Dọc theo đường của nó là Đập Kentucky hình thành nên Hồ Kentucky, và Đập Barkley hình thành nên Hồ Barkley, Khu giải trí Quốc gia Land Between the Lakes (dưới sự quản lý của Cục Kiểm lâm Hoa Kỳ), và Doanh trại Campbell.
Các đoạn nối dài của Xa lộ Liên tiểu bang 69 và có thể cả Xa lộ Liên tiểu bang 66 được đề nghị chạy trùng với Xa lộ Liên tiểu bang 24 trong Hành lang xa lộ từ Eddyville đến Calvert City.

### Tennessee
Trong tiểu bang Tennessee, Xa lộ Liên tiểu bang 24 chạy từ Clarksville đến Chattanooga qua ngã Nashville. Ngay ở phía tây Chattanooga, I-24 đi vào tiểu bang Georgia khoảng 4 dặm (6 km).
Một trong những đoạn nguy hiểm khét tiếng nhất trong Hệ thống Xa lộ Liên tiểu bang tại Hoa Kỳ là đoạn trên I-24 nằm cách phía tây Chattanooga khoảng 40 dặm (64 km) trong thị trấn Monteagle. Nơi đây xa lộ đi qua Cao nguyên Cumberland. So sánh với các độ dốc ở mọi nơi thì độ dốc từ 4 đến 6% của Monteagle không thể so với các con đường dốc nhất (thí dụ Đèo Siskiyou trên Xa lộ Liên tiểu bang 5 tại tiểu bang Oregon có độ dốc thuộc loại dốc nhất tại Hoa Kỳ), nhưng đường dốc kéo dài trên một khoảng đường mấy dặm.
Xa lộ Liên tiểu bang 124 là một phần xa lộ cao tốc thuộc Quốc lộ Hoa Kỳ 27 được chọn làm xa lộ phụ của I-24 (hai chữ số cuối biểu thị xa lộ mẹ I-14) nhưng chưa được cắm biển dấu. Xa lộ này chạy như một xa lộ nhánh ngắn đi vào phố chính thành phố Chattanooga and beyond.

### Georgia
Trong tiểu bang Georgia, Xa lộ Liên tiểu bang 24 chạy khoảng 4 dặm (6 km) dọc theo sườn phía nam của Dãy núi Raccoon vào giao cắt với Xa lộ Liên tiểu bang 59 trước khi quay ngược lên hướng bắc đến Sông Tennessee và đi quanh sườn phía bắc của  Dãy núi Lookout. Các lối ra vẫn được đánh số theo các mốc dặm của tiểu bang Tennessee. Tuy nhiên, các mốc dặm là mốc dặm do tiểu bang Georgia dựng lên.
Đoạn này cũng được gọi chính thức là Xa lộ Tiểu bang 409.

## Xa lộ phụ
- Xa lộ Liên tiểu bang 124